# Parlamentswahl in Norwegen 1891
Die 28. Parlamentswahl in Norwegen fand im Jahr 1891 statt. Die Venstre erhielt eine absolute Mehrheit der Stimmen und der Mandate. 
Die Partei Moderate Venstre (bei der Parlamentswahl 1888 erstmals gewählt) verlor neun ihrer 24 Sitze. 
Høyre erhielt nur 1,4 Prozentpunkte weniger Stimmen, musste aber 14 ihrer 49 Sitze abgeben.

## Resultate
- V: 63
- MV: 15
- H: 35

| Partei*          | Stimmenanteil (%) | Veränderung gegenüber 1888 | Sitze | Veränderung gegenüber 1888 |
| ---------------- | ----------------- | -------------------------- | ----- | -------------------------- |
| Høyre            | 36,7              | −1,4 %                     | 35    | −14                        |
| Moderate Venstre | 13,1              | −6,8 %                     | 15    | −9                         |
| Venstre          | 50,2              | 8,2 %                      | 63    | +26                        |
| Total            | 100               |                            | 114   | 0                          |

* Die Parteizugehörigkeit von einem Abgeordneten ist unbekannt.